# Stożkówka kosmatotrzonowa
Stożkówka kosmatotrzonowa (Conocybe pulchella Kühner & Watling) – gatunek grzybów z rodziny gnojankowatych (Bolbitiaceae).

## Systematyka i nazewnictwo
Pozycja w klasyfikacji według Index Fungorum: Conocybe, Bolbitiaceae, Agaricales, Agaricomycetidae, Agaricomycetes, Agaricomycotina, Basidiomycota, Fungi.
Po raz pierwszy opisał go w 1921 r. Josef Velenovský, nadając mu nazwę Galera pulchella. W 1999 roku Anton Hausknecht i Mirko Svrček przenieśli go do rodzaju Conocybe. Pozostałe synonimy:
- Conocybe digitalina (Velen.) Singer 1989
- Conocybe pseudopilosella Kühner & Watling, in Watling 1980
- Conocybe pseudopilosella Kühner ex Kühner & Romagn. 1953
- Conocybe pubescens var. pseudopilosella Kühner 1935
- Galera digitalina Velen. 1947

Polską nazwę zarekomendował Władysław Wojewoda w 2003 roku (dla synonimu Conocybe pseudopilosella).

## Morfologia
Kapelusz
O średnicy 5–15 mm, dzwonkowaty do stożkowato-wypukłego, higrofaniczny, prążkowany. Powierzchnia gładka, w stanie wilgotnym brązowa, po wyschnięciu bladobrązowa, żółtawobrązowa.
Blaszki
Wąsko przyrośnięte, prawie wolne, o szerokości do 1 mm, średnio gęste (L = 20–25, l = 1–3), ochrowe, następnie rdzawe. Krawędzie jaśniejsze, kłaczkowate.
Trzon
Wysokość 35–80 mm, grubość 1–2,5 mm, równy, lekko zwężony ku górze, pusty z maczugowatą, lekko rozszerzoną podstawą. Powierzchnia ochrowa, jasno żółtobrązowa, oprószono-prążkowana.
Miąższ
Bladobrązowy, bez wyraźnego zapachu i smaku
Wysyp zarodników
Jasnordzawy.
Cechy mikroskopowe
Zarodniki 12–17 × 8–10,5 µm, Q = 1,5–1,9, eliptyczne w widoku z przodu, w widoku z boku lekko spłaszczone z jednej strony, grubościenne, jasnobrązowe w wodzie, ciemniejące do czerwonobrązowych w KOH, z dużymi porami rostkowymi. Podstawki 17–31 × 10–16, 4-zarodnikowe, maczugowate. Cheilocystydy w kształcie kręgli, 14––34 × 6–10 µm, z główką o szerokości 3–5 µm. Pleurocystyd brak. Skórka kapelusza składa się z błonkowatych, gruszkowatych komórek o szerokości 10–24 μm, przemieszanych z kilkoma giętkimi, nitkowatymi włoskami o szerokości 1–1,5 μm. Skórka trzonu zbudowana z równoległych, bezbarwnych strzępek o szerokości 4–12 μm, pokrytych skupiskami mieszanki kaulocystyd o kształcie kręgli i wymiarach 12–27 × 5–10 μm, z główkami o szerokości 2,5–4,5 μm i niewyraźną, maczugowatą i butelkowatą szyjką, oraz długimi, giętkimi, nitkowatymi włoskami o szerokości 1,5–2,5 μm. Sprzążki obecne.
Gatunki podobne
Stożkówka kosmatotrzonowa charakteryzuje się małymi owocnikami z ledwo rozszerzającym się kapeluszem i smukłym trzonem, 4-zarodnikowymi podstawkami i dość dużymi zarodnikami. Blisko spokrewniona stożkówka owłosiona (C. pubescens) ma większe zarodniki i zwykle rośnie na odchodach. Stożkówka drobnoowłosiona (C. subpubescens) różni się większymi podstawkami z grubszym trzonem i mniejszymi zarodnikami.

## Występowanie i siedlisko
Podano stanowiska w Ameryce Północnej, Europie, Azji i w Tanzanii w Afryce. W Europie jest częsty. W Polsce do 2003 r. podano dwa stanowiska, w późniejszych latach podano następne.
Naziemny grzyb saprotroficzny. W Polsce podano jego stanowiska w lesie i zaroślach wśród próchniejących kłód drzew i w mchach, na Ukrainie wśród traw na poboczach dróg, łąkach i trawnikach.